# Héctor Manuel González
Héctor Manuel González Ortiz (Esmeraldas, 5 aprile 1972) è un ex calciatore ecuadoriano, di ruolo centrocampista.